# Angelika i sułtan
Angelika i sułtan (fr. Angélique et le sultan) − film kostiumowy z 1968 roku, adaptacja powieści Anne i Serge Golonów.
Polska premiera odbyła się w lipcu 1970 w podwójnym pokazie z dokumentem Podpisanie kapitulacji WFD.

## Fabuła
Angelika zostaje sprzedana do haremu sułtana przez piratów.  Francuski niewolnik wraz z żoną sułtana Leilą pomagają Angelice uciec z haremu. Wkrótce Angelikę odnajduje jej pierwszy mąż Jeoffrey de Peyrac.

## Obsada
- Michèle Mercier - Angélique de Plessis-Bellieres
- Robert Hossein - Jeoffrey de Peyrac
- Jean-Claude Pascal - Osman Ferradji
- Helmut Schneider - Colin Patures
- Jacques Santi - Vaterille
- Roger Pigaut - Escrainville
- Aly Ben Ayed - sułtan Mulaj Raszid
- Wilma Lindamar - Leila